# Nina Harmer
Nina Adams Harmer (Filadelfia, 11 dicembre 1945) è una nuotatrice statunitense.
Specializzata nel dorso, ha partecipato ai Giochi di Roma 1960 e di Tokyo 1964, gareggiando nei 100m dorso e nella Staffetta 4x100m mista.
Ai Giochi panamericani del 1963, ha vinto 1 oro nei 200m dorso.